# L'Auberge du Salut
 (mai 2013).
Si vous disposez d'ouvrages ou d'articles de référence ou si vous connaissez des sites web de qualité traitant du thème abordé ici, merci de compléter l'article en donnant les références utiles à sa vérifiabilité et en les liant à la section « Notes et références ».
L'Auberge du Salut est un feuilleton télévisé produit au Gabon en 1995 et réalisé par un collectif de réalisateurs gabonais (Charles Mensah, Henri Joseph Koumba Bididi, Marcel Sandja, Dread Pol Mouketa, François Mezui Me Ndong, Alain Didier Oyoue).

## Synopsis
Angélique (Christianne Sylong), vit avec son frère Fiston et sa mère, Mme Veuve (Rachel Ossima), dans une cité de Libreville. À la mort de son mari, Mme Veuve bascule dans la religion et rejoint la communauté de fanatiques « Frères et Sœurs du Christ » de Frère Arthur (Athanase Ngou Ossou). 
Sa maison, dans laquelle le frère du défunt, Oncle Didine (Prine De Capistran), veut s'installer pour mettre de l'ordre, devient un sanctuaire où se retrouvent tous les jours ses frères et sœurs en dieu pour des réunions et des prières. 
Angélique, qui a accepté la religion pour ne pas contrarier sa mère, commence à étouffer. Elle voit les autres filles s’amuser et ne peut s’empêcher de les envier et de chercher une occasion de quitter le domicile familial. Un jour, une maison se libère et le fils du propriétaire, Regal (Jean Claude Mpaka), un musicien, décide de récupérer ce logement pour en faire une auberge. Ce garçon, bon vivant, courtise Angélique. Tout en appréciant son amitié, Angélique le tient à distance en raison de ses convictions religieuses, mais accepte de travailler avec lui à l'auberge, quittant ainsi le giron familial. Pour sa mère, l'artiste musicien est l'incarnation de Satan. Elle va tout faire pour récupérer sa fille. Malgré leurs parents qui s’opposent à ce mariage car ils ne sont pas de la même ethnie, les deux jeunes gens décident de se marier.

## Distribution
« Série gabonaise », sur dolcegaboma.e-monsite.com

## Une initiative du CENACI
L'Auberge du salut, produit à l'initiative du CENACI (Centre national du cinéma gabonais), traite, comme les soaps américains, à la fois de sujets légers et de sujets graves touchant la société africaine. Il met en face deux mondes, celui schématique et manichéen des illuminés de la religion et l’autre, ouvert, généreux, des gens de l’auberge.
Le but du feuilleton est, selon Charles Mensah, ancien directeur général du CENACI (devenu IGIS), de traduire « nos réalités, nos contradictions et nos préoccupations. Il est issu de l’observation que nous avons faite de notre société aujourd’hui. On assiste ainsi à la résurgence de certaines croyances. La croyance en elle-même est une très bonne chose mais devient perverse quand on va vers le fondamentalisme et l’intégrisme dont on connaît les méfaits. Nous avons alors conçu un argumentaire mettant face à face deux modes de vie à travers deux familles. Notre message est celui de la tolérance. Ce thème a été choisi après l’appel que nous avions lancé aux écrivains et cinéastes gabonais. De toutes les propositions, nous avons retenu le concept proposé par l'écrivain Laurent Owondo ».